# 葛飾区立西小菅小学校
葛飾区立西小菅小学校（かつしかくりつ にしこすげしょうがっこう）は、東京都葛飾区小菅に所在する区立小学校。

## 沿革
- 1956年（昭和31年）7月1日[1] - 創立。創立時の学級数は16学級。児童数は741名[2]。
- 1966年（昭和41年） - 体育館竣工[2]。
- 1967年（昭和42年） - プール竣工[2]。
- 1969年（昭和44年） - 葛飾区立西小菅幼稚園を併設[2]。
- 1976年（昭和51年） - 開校20周年記念式典挙行。同年から、学校緑化を3か年計画で進める[2]。
- 1977年（昭和52年） - スプリンクラー設置[2]。
- 1984年（昭和59年） - 校舎周囲万年塀撤去し、近代フェンスに改修完了[2]。
- 1986年（昭和61年） - 開校30周年記念式典挙行[2]。
- 1991年（平成3年） - ランチルーム完備[2]。
- 1994年（平成6年） - 綾瀬川クリーン作戦に関わる護岸壁に絵画制作。うさぎ小屋購入設置[2]。
- 1996年（平成8年） - 開校40周年記念式典挙行[2]。
- 2003年（平成15年） - わくわくチャレンジ事業開始[2]。
- 2006年（平成18年） - 「早寝早起き朝ごはん」事業開始。大規模耐震補強工事。創立50周年記念式典挙行[2]。
- 2014年（平成26年） - 西小菅小SSS（学校地域応援団）発足[2]。
- 2016年（平成28年） - 特別支援教室（コスモス教室）設置。開校60周年記念集会開催し、記念式典挙行。校帽と新校旗制定[2]。
- 2018年（平成30年） - 改築・改修工事開始[2]。
- 2021年（令和3年） - オリンピック・パラリンピックアワード校[2]。
- 2022年（令和4年） - 新校舎完成[2]。
- 2022年（令和5年） - 外構工事完成。学校完成。葛飾区教育委員会研究指定校（国語）始[2]。

## 史跡
- 小菅銭座跡 - 西小菅小学校の校地は1859年（安政6年）8月につくられた小菅銭座の中心地であり、校庭にそれを示す標石が立てられている[3]。銭座の総面積は4,600坪（約15,000平方メートル）であり、1859年（安政6年）から1867年（慶応3年）まで鉄銭を鋳造していた[3]。この銭座の土地は江戸時代中期の小菅御殿跡の一角を使っている[3]。

## 所在地
- 東京都葛飾区小菅1丁目25-1[4]

## 通学区域
出典
- 小菅1丁目（全域）

## 進学先中学校
出典
- 葛飾区立綾瀬中学校

## 交流校
- 秋田県由利本荘市立鳥海小学校

## 周辺
- 東京拘置所
- 葛飾小菅郵便局
- 小菅水再生センター
- 東京都下水道局小菅水再生センター
- 荒川
- 綾瀬川
- 荒川小菅緑地公園
- 小菅神社
- 観音院
- 首都高速道路
  - 中央環状線
  - 三郷線
  - 小菅JCT
- 東武鉄道伊勢崎線小菅駅 - 所在地は足立区足立二丁目
- なお、首都高小菅JCTと綾瀬川付近が、葛飾・足立区境線となっている。

## アクセス
- 葛飾区地域乗合タクシー「さくら」（日立自動車交通）で、「松原児童遊園」停留所か「光ストア」停留所下車後、徒歩。
- 東武鉄道伊勢崎線小菅駅、JR東日本常磐線（緩行線）・東京メトロ千代田線綾瀬駅（西口・足立区）から、『葛飾区地域乗合タクシー「さくら」』に乗車し、「松原児童遊園」停留所か「光ストア」停留所下車後、徒歩。なお、『乗合タクシー「さくら」』は、片方向運行の為、東武小菅駅へは、徒歩移動の方が早い。